# Чина лучна
Чина лучна (Lathyrus pratensis) — багаторічна трав'яниста рослина родини бобових.

## Загальна біоморфологічна характеристика

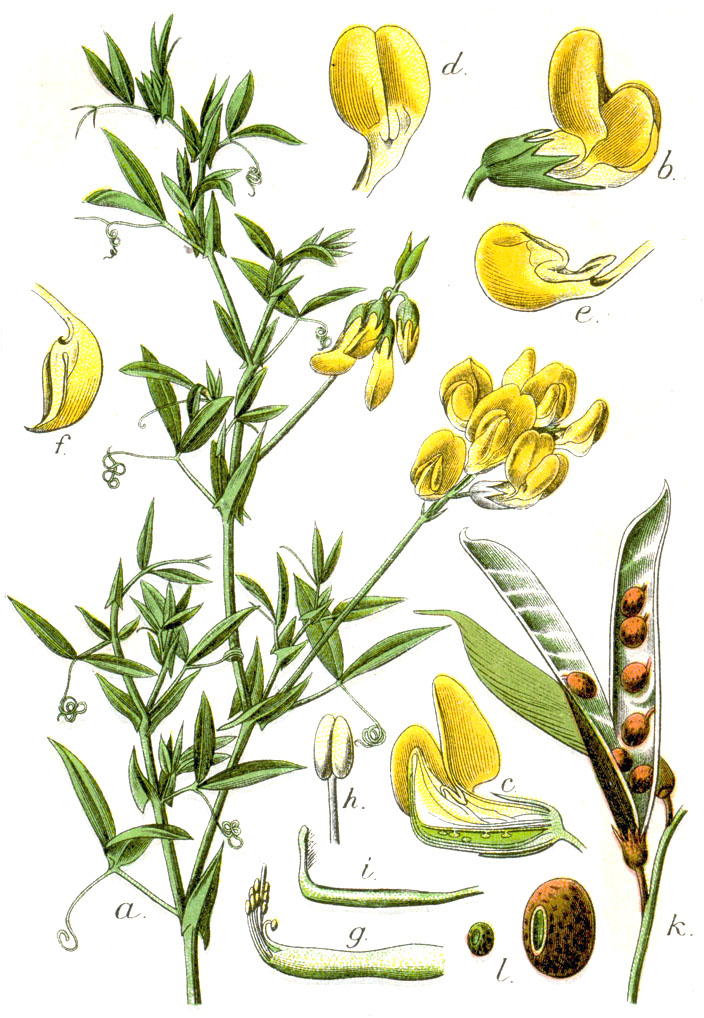
Ботанічна ілюстрація Якоба Штурма з книги «Deutschlands Flora in Abbildungen» («Німецька флора в ілюстраціях»), 1796

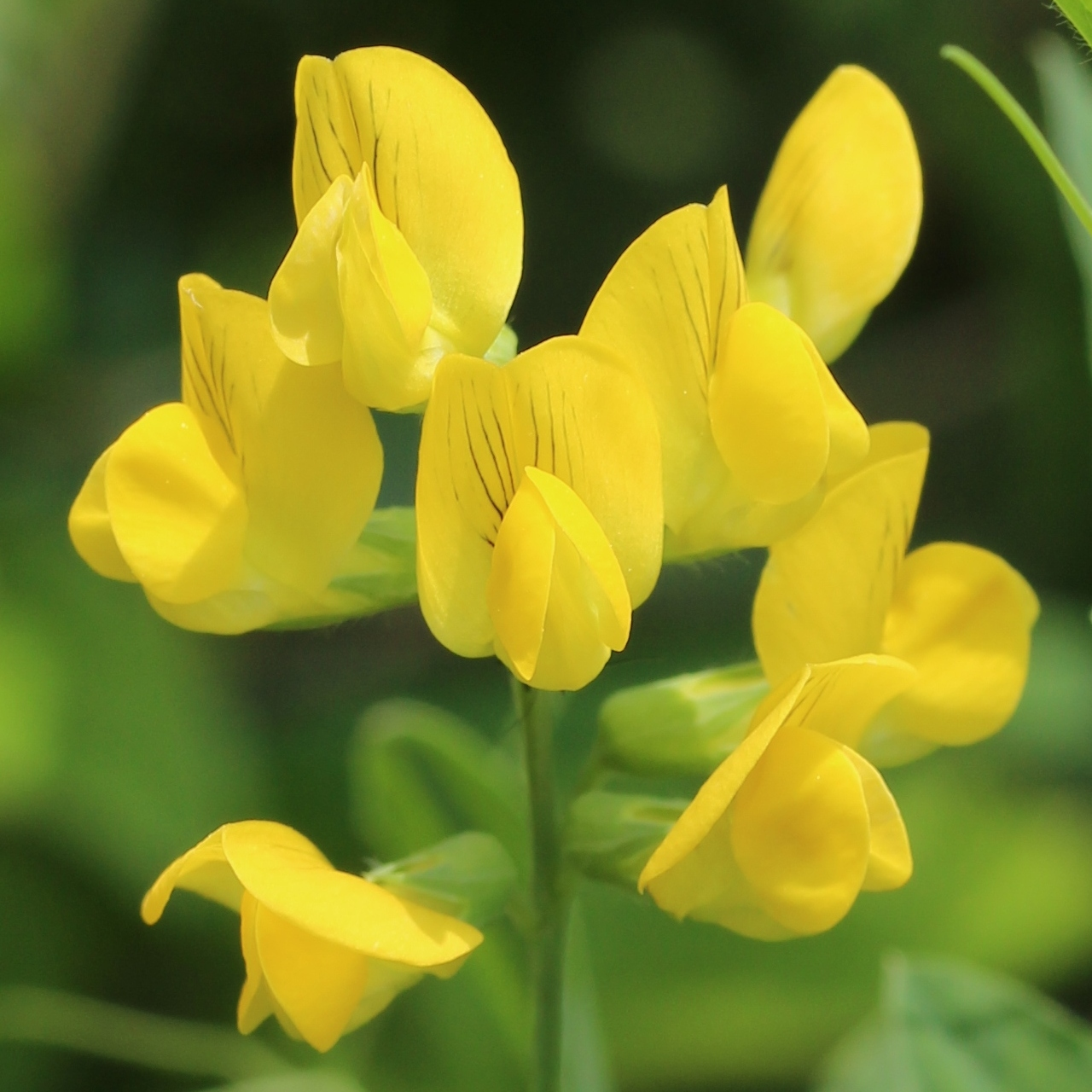
Квіти чини лучної

Має тонке, повзуче кореневище. Стебло висхідне, негусто опушене, за допомогою листкових вусиків чіпке, гранчасте, 40—100 см завдовжки. Листки чергові, з 1 пари листочків, черешки не крилаті, листкова вісь закінчується простим або розгалуженим вусиком, листочки видовженоланцетні або ланцетні, 2—5 см завдовжки, з вістрячком на верхівці, 3—5-жилкові. Прилистки видовженоланцетні або широколанцетні, стрілоподібні, з нерівними лопатями, 2—3 см завдовжки. Квітки двостатеві, неправильні, зібрані 4—10-квітко-вим гроном, віночок метеликовий, жовтий, 14—18 мм завдовжки. Плід — довгасто-лінійний гладенький, виразно сітчасто-жилку-ватий біб. Цвіте у червні — липні.

## Поширення
Чина лучна росте по всій території України по луках, узліссях, серед чагарників.

## Заготівля і зберігання
Для виготовлення ліків використовують траву чини (Herba Lathyri рга-tensis), яку заготовляють в період цвітіння рослини, зрізуючи всю її надземну частину. Зібрану траву сушать під укриттям на вільному повітрі або в приміщенні, що добре провітрюється. Готову сировину зберігають у добре закритих банках або бляшанках. Рослина неофіцинальна.

## Хімічний склад
Трава чини містить лейкоантоціанові сполуки, флавоноли кемпферол і кверцетин, невелику кількість алкалоїдів, кавову і ферулову кислоти, вітамін С (у свіжому листі до 800 мг%), каротин та різні мікроелементи.

## Фармакологічні властивості і використання
Експериментальними дослідженнями і клінічними спостереженнями встановлено, що чина лучна виявляє м'яку відхаркувальну дію без побічного впливу на організм. Настій трави вживають при гострому і хронічному бронхіті, при абсцесі легень і при пневмонії. У народній медицині, крім того, його п'ють при безсонні.